# ریچارد لودون مکری
ریچارد لودون مکری (انگلیسی: Richard McCreery; ۱ فوریهٔ ۱۸۹۸ – ۱۸ اکتبر ۱۹۶۷) فرد نظامی اهل بریتانیا بود. وی همچنین برندهٔ جوایزی همچون صلیب نظامی شده‌است.